# ولادیمیر تاتوسوف
ولادیمیر تاتوسوف ( روسی: Влади́мир Миха́йлович Тато́сов؛ ۱۰ مهٔ ۱۹۲۶ – ۲۴ دسامبر ۲۰۲۱) صداپیشه و بازیگر ارمنی‌تبار اهل روسیه بود. وی بین سال‌های ۱۹۴۶ تا ۲۰۲۱ میلادی فعالیت می‌کرد.

## زندگی‌نامه
وی در ۱۰ مهٔ ۱۹۲۶ در مسکو به دنیا آمد و از مدرسه تئاتر در «Sverdlovsk Drama Theater» فارغ‌التحصیل گشت. وی همچنین برنده جوایزی همچون هنرمند مردمی جمهوری شوروی فدراتیو سوسیالیستی روسیه و هنرمند افتخاری جمهوری شوروی فدراتیو سوسیالیستی روسیه شد. وی در ۲۴ دسامبر ۲۰۲۱ در سن ۹۵ سالگی در سن پترزبورگ به علت دنیاگیری کووید–۱۹ درگذشت.

## گزیده فیلم‌شناسی
از فیلم‌ها یا برنامه‌های تلویزیونی که وی در آن نقش داشته‌است می‌توان به سولاریس (۱۹۷۲) اشاره کرد.